# Le spie uccidono a Beirut
Le spie uccidono a Beirut (tdl. ‘Los espías matan en Beirut’, conocida en español como Espías en Beirut en España y Crimen internacional, S. A. en México) es una película de espías italiana de 1965 dirigida por Luciano Martino, más concretamente perteneciente al género Eurospy.
En esta película inspirada en la serie de películas de James Bond, Richard Harrison interpreta al agente secreto Fleming, conocido como Bart Fleming, agente X-117 en algunas copias y como Bob Fleming, agente 077 en otras. La película fue dirigida por el productor cinematográfico Luciano Martino, en una de sus pocas incursiones en la dirección. Se estrenó en Estados Unidos por American International Pictures en un doble programa junto a Berlino - Appuntamento per le spie. La película se rodó en París, Hamburgo y Beirut.
Harrison repitió su papel del agente Fleming en Reto a los asesinos.

## Argumento
Dos científicos se escapan de Rusia, llevándose con ellos microfilmes que contienen algunos secretos de los militares. El agente americano Fleming es la persona responsable de ponerse en contacto con ellos, pero no puede prever que vienen a matarlos agentes del contraespionaje soviético. Puesto que los microfilmes están ahora en posesión de una tercera persona, Grune, que se encuentra en Beirut, Fleming y el contraespionaje soviético comienzan una lucha sin cuartel para apoderarse de los microfilmes.

## Reparto
- Richard Harrison ... Agente Fleming.
- Dominique Boschero ... Liz.
- Wandisa Guida ... Eileen.
- Luciano Pigozzi ... Yuri (como Alan Collins).
- Aldo Cecconi ... Iván (como Jim Clay).
- Carla Calò ... Jane Kauffman (como Carroll Brown).
- Francesco Freda ... Ali (como Franklyn Fred)
- Clément Harari ... Jeffrey Home.
- Alcide Borik ... Lepetit, el taxista.
- Danny Taborra ... Adolf Grune.
- Goffredo Unger ... Baalbek, el líder tribal.
- Jean Ozenne ... Jefe de Fleming.
- Audrie Fisher ... Helga.